# Vulture Culture (Band)
Vulture Culture ist eine aus einer Frau und zwei Männern bestehende Rockband aus Paderborn, die stark von der britischen und amerikanischen Punkbewegung der 1970/80er-Jahre beeinflusst wurde. Der Bandname (deutsch: Geierkultur) bezieht sich auf die allgemeine (un-)menschliche Umgangsform in einer kapitalistisch geprägten Gesellschaft. Ihr Musikstil wird durch die Verschmelzung von verzerrten Gitarren- und Bassriffs im schnellen 4/4-Takt und der melodiösen Stimme von Sängerin und Bassistin Dani geprägt. Die Band verarbeitet aber auch Hardrock, Reggae- und Ska-Elemente in ihren Songs. Übergreifend kann Vulture Culture auch als Punk-’n’-Roll-Band bezeichnet werden.

## Geschichte
Vulture Culture gründete sich 1989 in Paderborn und ist dadurch die dienstälteste Punkrock-Band der Stadt. Ursprüngliche Bandmitglieder sind Sängerin Elke (bis 2011) und Gitarrist Jörg. Die Band verzichtete von Beginn an auf ein professionelles Management und lebte nach dem im Punk weit verbreiteten „Do-It-Yourself“-Prinzip. Die ersten Demokassetten erschienen 1989 und wurden von Vulture Culture selbst vertrieben. 1990 erschien die erste Vinyl-EP Feelings in einer 1000er-Auflage mit drei Songs ihrer ersten Demotapes. Das Cover stellt eine Persiflage auf das Angry-Samoans-Album Inside My Brain dar.
Durch ihre deutschlandweiten Konzerte in den gängigen Clubs der Republik erspielte sich Vulture Culture einen Bekanntheitsgrad, der ihr 1993 zur ersten CD [hau-dju-du:]? auf dem Hannoveraner Punklabel Nasty Vinyl verhalf. Dieser Output wiederum bescherte Vulture Culture 1994 einen Supportbandjob für die aus London stammende Oi!/Punk-Legende Cock Sparrer quer durch Europa. Kurz zuvor stieg die damals erst 18-jährige Bassistin Dani zur Band. Cock Sparrer erwähnte Vulture Culture im Jahr 2005 sogar auf ihrer offiziellen History-DVD What you see... is what you get von TKO Records. 1996 erschien die zweite CD Artificial auf dem Hamburger Label Bitzcore. Es folgten weitere Clubtourneen, unter anderem mit den australischen Splatterheads sowie viel Radio-Airplay, diverse Berichte in den gängigen Musikzeitschriften und Fanzines sowie ein Beitrag von Gitarrist Jörg zu dem Buch Musik & Rebellion – Jugendkulturen zwischen Kommerz und Politik von Klaus Farin.
Bis dato lief es für die vier Paderborner gut, doch einen gravierenden Einschnitt erfuhr die Band, als ihr Drummer, der den typischen Vulture-Culture-Sound in den ersten Jahren stark mitgeprägt hatte, ausstieg. Seit diesem Tag versuchten die Restmitglieder einen geeigneten Ersatz am Schlagzeug zu finden. Vulture Culture spielte mit immer wieder wechselnden Drummern weiterhin Konzerte und nahmen neue Songs auf, woraus die zweite Vinyl-EP Hypocrite entstand, die innerhalb von drei Monaten mit 500 Exemplaren vergriffen war.
Da die Band schon immer eine Schwäche für eingängige, ihrem Stil treue Coverversionen hatte, wurde das japanische Label Imperial Records aus Tokio kurz nach der Jahrtausendwende auf Vulture Culture aufmerksam und war an diversen Coverversionen für eine CD-Kompilation-Reihe interessiert. Auf den Punk it-CDs sind ausschließlich schon bekannte Welthits im Punk-Rock-Stil zu hören, die nur auf dem japanischen Musikmarkt veröffentlicht wurden und insgesamt eine Auflage von rund 120.000 Einheiten erreichten. Mittlerweile kann man in Japan den Vulture-Culture-Coverhit von 1993 Take Me Home Country Roads (Original von John Denver) auch als Handyton herunterladen. Dieser Song wurde auf der Punk It! Best 2006 zum zweiten Mal in Japan veröffentlicht.
Mit Dannyboy fand Vulture Culture 2004 dann den geeigneten, zu ihrem Stil passenden, Drummer, der bis heute der Band die Treue hält.
Eine weitere wesentliche Veränderung erlebte Vulture Culture 2011, als Mitbegründerin und Leadsängerin Elke nach über 21 Jahren ausstieg.
Der Rest macht seitdem als Trio weiter und brachte Ende 2019 mit der CD "Come on!" die erste Veröffentlichung in der aktuellen Dreier-Besetzung heraus.
Der Lead-Gesang wurde von Bassistin Dani übernommen. Damit besiegelte Vulture Culture auch gleichzeitig ihr 30-jähriges Band-Jubiläum.

## Sonstiges
Vulture Culture spielte 1998 ein Konzert in der Justizvollzugsanstalt Köln für die dortigen Gefangenen. Dieses Ereignis wurde von einem WDR-Team gefilmt und anschließend ein 1-Live-Radiointerview geführt. Das Interview kann man auf der Vulture-Culture-Webseite unter der Rubrik „Reviews“ anhören. Das Konzert wurde von den Gefangenen selbst organisiert.
Am 6. Oktober 2015 spielte Vulture Culture im Forum Bielefeld (ehemals Forum Enger) zusammen mit den amerikanischen Bands Agnostic Front, Old Firm Casuals (mit Frontmann Lars Frederiksen) und Coldside ein Konzert, das als Videoproduktion u. a. auf YouTube veröffentlicht wurde und die Band in ihrem aktuellen Wirken als Trio zeigt.

## Diskografie

### Offizielle Veröffentlichungen
- 1991: Feelings (Vinyl-EP, Bodonski Rec./Versch.)
- 1993: [hau-dju-du:]? (CD, Nasty Vinyl/SPV)
- 1996: Artificial (CD, Bitzcore Rec./Indigo, Semaphore)
- 1997: Hypocrite (Vinyl-EP, Flight 13/Versch.)

### Do-it-Yourself-Veröffentlichungen
(Diese Veröffentlichungen betrieb Vulture Culture in Eigenregie und Eigenvertrieb.)
- 1989: Vulture Culture (Demokassette)
- 1990: Let Us Prey (Demokassette)
- 2004: Vulture Culture in Concert – The 15th Anniversary (DVD)
- 2007: Live – Wild at Heart in Berlin (CD)
- 2015: Live im Forum Bielefeld (DVD/YouTube)
- 2019: Come on! (CD/Flight 13)

### Kompilationbeiträge (Auszug)
(Auf diesen Veröffentlichungen ist unter anderem Vulture Culture mit jeweils einem Song vertreten.)
- 1991: ZAP-Compilation (CD/Vinyl, „Laugh & Hate“ Rough Trade/Rough Trade)
- 1994: Der Untergrund lebt (CD/Vinyl, Sound Carrier/SPV)
- 1995/96: Punk Chartbusters Vol. 1/2 (Wolverine Rec./SPV)
- 1997: Skaters Have More Fun (CD, Plattenmeister/EFA)
- 1998: Zensur!? (CD/Vinyl, Plattenmeister/Indigo, Alpha Comic)[5]
- 2002/03/04: Punk It! Vol. 1,2,5 (CD, Teichiku/Imperial Rec.(Tokio))
- 2006: Punk It! Best! (CD, Teichiku/Imperial Rec.(Tokio))